# E-6現像

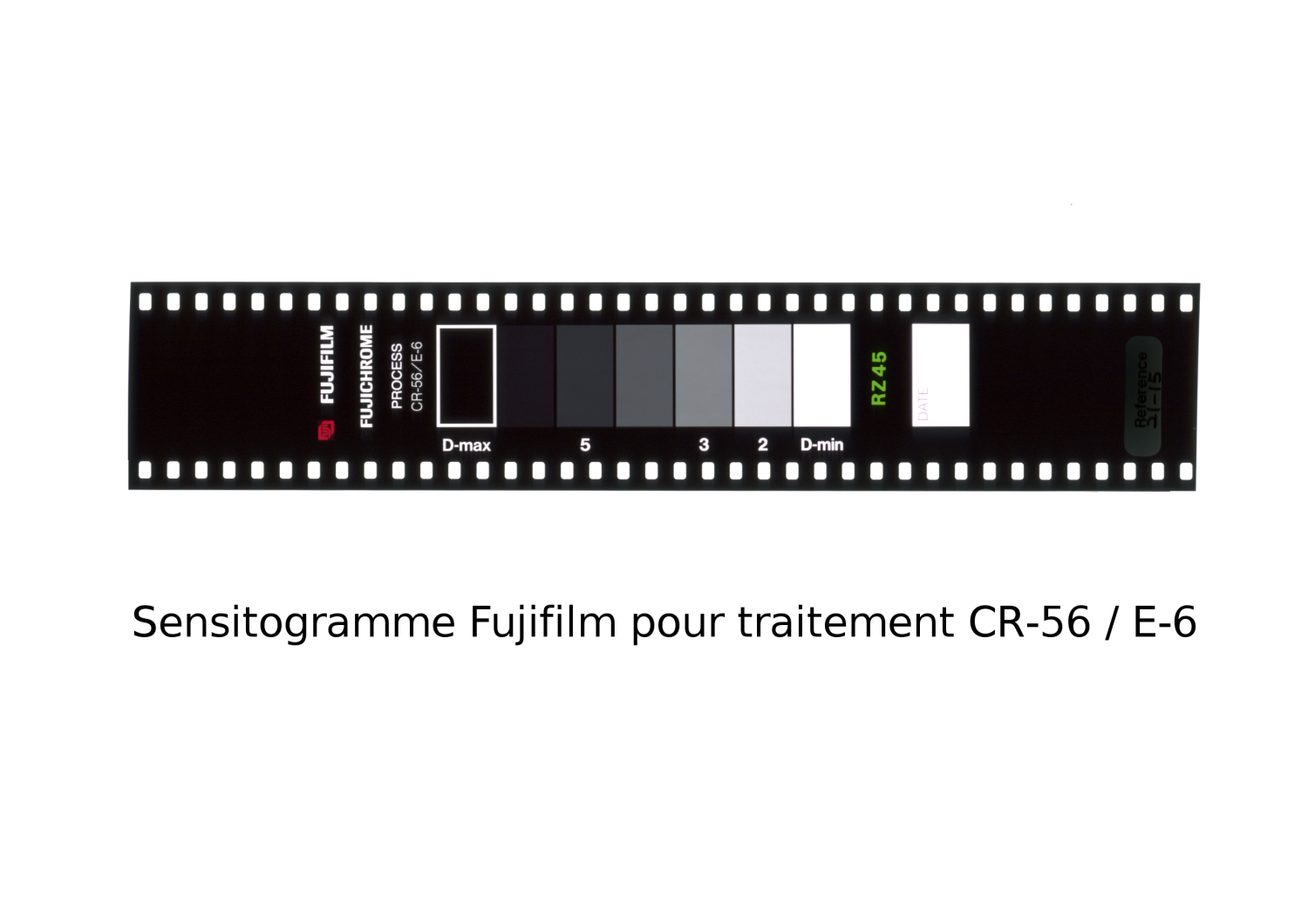
富士フイルムのフジクロームのCR-56現像 / E-6現像 のためのセンシビリティ・ストリップ。

E-6現像（イーろくげんぞう）は、内式カラーリバーサルフィルムの処方である。厳密にはコダックが公表している処方の名称で、同社のエクタクローム（en:Ektachrome）に対して指定されているものだが、富士フイルムのフジクローム他多数の内式カラーリバーサルフィルムに使用できる。E-6プロセス（英語: E-6 process）、E-6処方（イーろくしょほう）とも呼ぶ。
E-6現像は、富士フイルムの「CR-56現像」、アグファ（現在のアグフア・ゲバルト）の「AP-44現像」と完全に互換性がある現像である。

## 概要・歴史

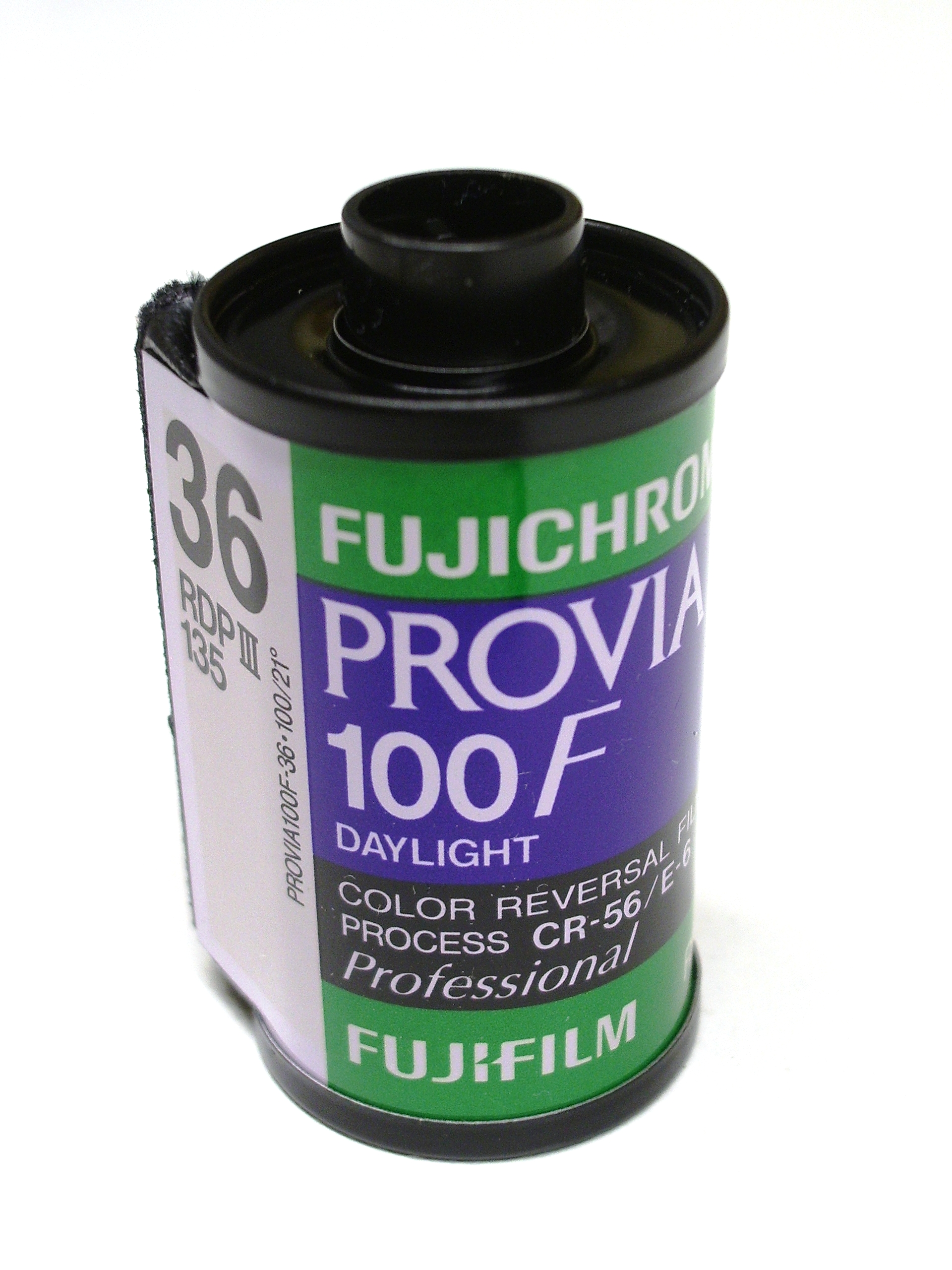
富士フイルムのカラーリバーサルフィルムプロビア。

E-6現像は、コダックのE-3現像およびE-4現像に代わって登場した。E-3現像は、像を反転させるために光によるカブリ処理（fogging、再露光により未反応の銀塩を反応させ、反転像を得るプロセス）が必要であり、また、退色する欠点があった。E-4現像は、臭化テトラブチルアンモニウム（TBAB）のような高度に有害な汚染物質を使用していた。E-6ではfoggingは露光ではなく反転浴による。
外式カラーリバーサルフィルムの処方であるK-14現像等とは異なり、E-6現像は、黒白ネガフィルムの現像あるいはカラーネガフィルムのC-41現像に用いるのと同じ器具で、愛好家が自家現像することも不可能ではない。この現像方法は、感度が高く温度の変化によって結果が異なっていく。第一現像と第一水洗（停止浴）の温度を100.0 °F (37.8 °C)に保ち、現像の許容誤差を維持するためには、適温の水浴が推奨される。
E-6現像には、2つのヴァージョンがある。商業的現像所では、6浴式を使用している。
ドイツのテテナール写真工業が製造販売する「E6 3浴処理キット」のような「趣味の現像」のための薬品キットは、3浴式を使用しており、6浴式における「発色現像」と「反転浴」、「プレ漂白」と「漂白」と「定着」がそれぞれ結合している。3浴式現像では、発色現像が独立している。しかしながら3浴式現像では、現像の制御が乏しく、色落ちや色移りに悩まされる。「漂白」と「定着」、あるいは「漂白定着」のステージが省かれているからである。テテナールでは3浴式とうたっているが、「第一現像」「発色現像」「漂白定着」「安定処理」の4段階である。「洗浄」「水洗」「停止浴」（第一水洗）「安定洗浄」（安定処理、最終洗浄）は、6浴式であっても3浴式であっても省略されて表現される。
E-6現像はポピュラーで、リバーサルフィルムを現像する現像所・現像店は存在し、コダックの日本法人では国内49店舗・現像所を「E-6現像品質優良店」として「E-6会」に加盟させている。コダック・エクタクロームの一般向け普及版として2006年（平成18年）に発売された「エリートクローム」シリーズも、もちろんE-6現像用のフィルムである。写真フィルムの現像所は、基本的には現在、写真フィルム以外は現像を受け付けていないが、2011年12月現在も製造発売されているコダックのスーパー8用のカラーリバーサルフィルム「コダックエクタクローム 100D」、富士フイルムのシングル8用のカラーリバーサルフィルム「フジクロームR25N」等の小型映画用8mmフィルムも、現像の際にはE-6現像が行なわれており、原理的には自家現像も可能である。

## 6浴式現像
E-6現像における6浴処理は下記の工程をもつ。下記はコダックの指定する処方である。
1. 第一現像: 6分間、100.0 °F (37.8 °C) - 現像液 DA-1（潜像を含むハロゲン化銀粒子を還元し、銀による銀像を露にする）
2. 第一水洗: 2分間、100.0 °F (37.8 °C) - 水（現像液を除去し現像を停止させる）
3. 反転浴: 2分間、96 °F (36 °C) - 103 °F (39 °C) - 反転液 RA-1（発色させるための準備）
4. 発色現像: 6分間、96 °F (36 °C) - 103 °F (39 °C) - 発色現像液 CD-3（イエロー・マゼンタ・シアンの発現）
5. プレ漂白: 2分間、90 °F (32 °C) - 103 °F (39 °C) - 調整液 CA-2（漂白の準備）
6. 漂白: 6分間、92 °F (33 °C) - 103 °F (39 °C) - 漂白液 E-6AR（金属銀をハロゲン化しハロゲン化銀は定着後に除去される）
7. 定着: 4分間、92 °F (33 °C) - 103 °F (39 °C) - 定着液 E-6AR（ハロゲン化銀をすべて水溶性銀に転換する）
8. 最終水洗: 4分間、92 °F (33 °C) - 103 °F (39 °C) - 水（残留化学物質を除去）
9. 最終洗浄: 1分間、80 °F (27 °C) - 103 °F (39 °C) - 洗浄液 E-6AR（湿潤剤で水分を減少させる）
10. 乾燥: ハウスダストのない環境で行うこと

## 3浴式現像

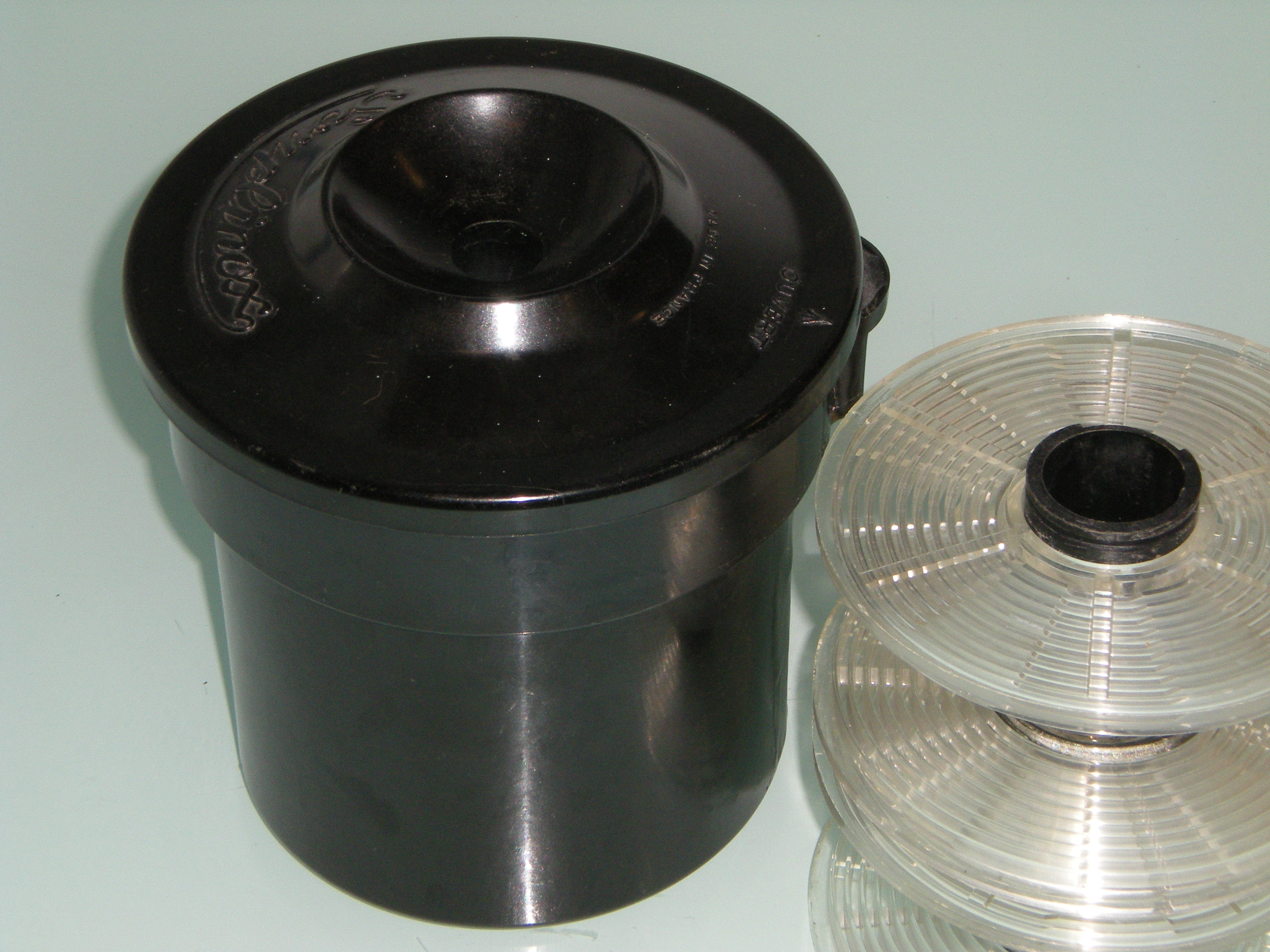
手現像用の小型タンク。

E-6現像における3浴処理は下記の工程をもつ。テテナールキット1リットルを使用した手現像の場合。
1. プリウォーム: 5分間、38℃
2. 第一現像: 6分半間、38℃ - 第一現像液
3. 水洗: 2分半間、38℃
4. 発色現像: 7分間、38℃ - 発色現像液（CD1、CD2の2液）
5. 水洗: 2分半間、36℃
6. 漂白定着: 7分間、36℃ - 漂白定着液（BX1、BX2の2液）
7. 最終水洗: 4分間、36℃
8. 安定処理: 1分間、20-25℃ - 安定液（テテナール安定液 LF、C-41現像と同一の薬剤）
9. 乾燥: ハウスダストのない環境で行うこと